# 120
Glej tudi: število 120
120 (CXX) je bilo prestopno leto, ki se je po julijanskem koledarju začelo na nedeljo.

## Dogodki
- 1. januar

## Smrti
- - Nikomah, grški matematik, filozof (približni datum) (* okoli 60)